# Universitat Brandeis

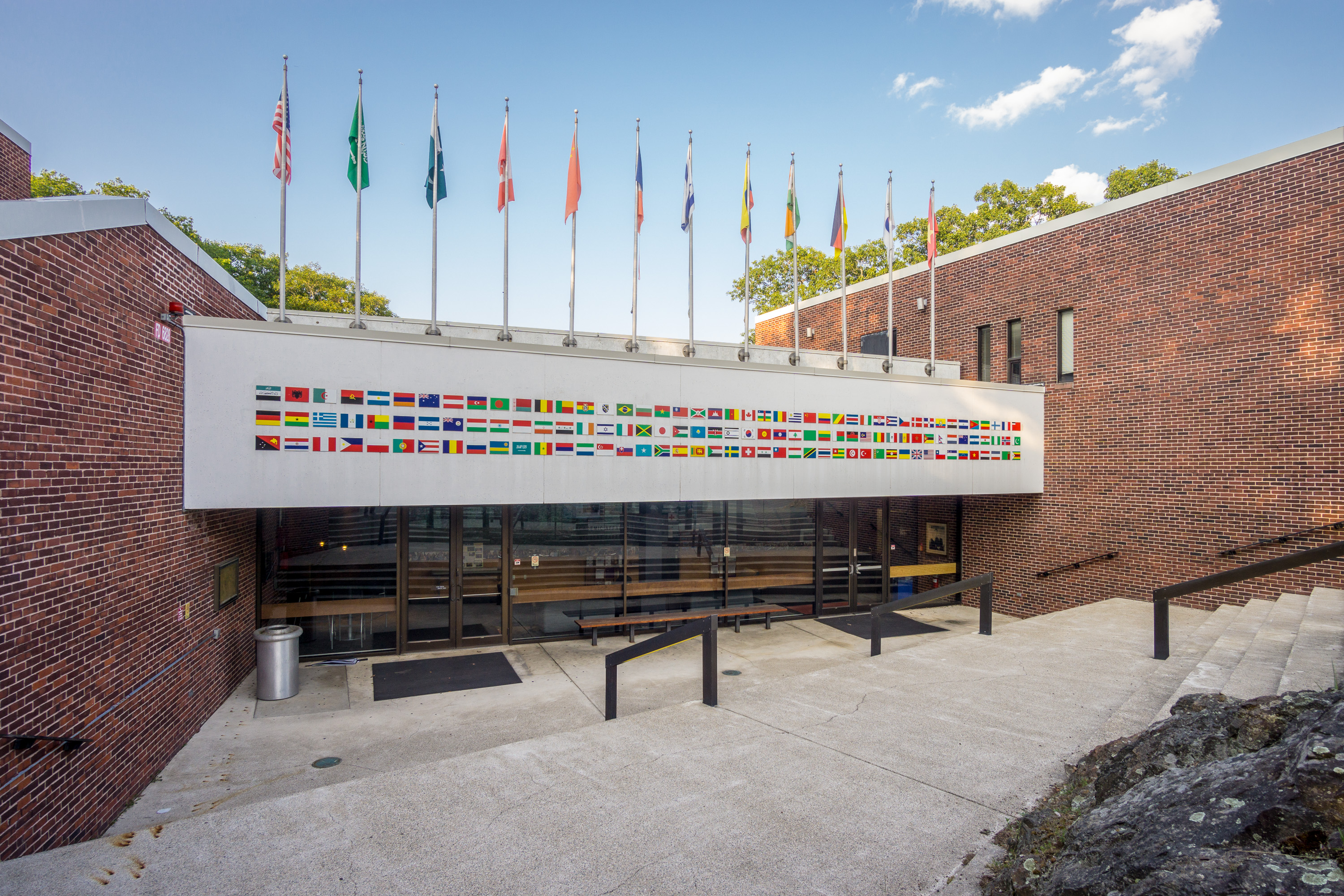

La Universitat Brandeis (en anglès: Brandeis University) és una institució universitària privada americana, amb activitats d'ensenyament i investigació. Es troba a Waltham, en el Comtat de Middlesex (Massachusetts), a uns 14 quilòmetres a l'oest de Boston.
Fundada el 1948 en el lloc de l'antiga Middlesex University, és anomenada en honor de Louis Dembitz Brandeis (1856–1941), que va ser el primer jutge jueu del Tribunal Suprem dels Estats Units. En principi, havia de ser anomenada Universitat Albert Einstein, però el físic ho va rebutjar.
Brandeis és la primera universitat finançada per la comunitat jueva dels Estats Units. Tot i que és un centre multiconfessional, la institució té des del seu inici, un cert nombre d'estudiants i professors jueus (el 80% durant els anys cinquanta del segle xx, i prop del 50% actualment).
El centre està format per aproximadament 3.200 alumnes de grau i 2.100 alumnes de postgrau. El 2010, va ser classificada pel U.S. News and World Report com la 34a millor universitat dels Estats Units.